# Экзоцитоз

Экзоцитоз в синапсе: передача сигнала от нейрона А к нейрону B.
1. Митохондрия
2. Синаптическая везикула с нейромедиатором
3. Ауторецептор
4. Синапс с выделенным нейромедиатором.
5. Постсинаптический рецептор, активируемый нейромедиатором
6. Кальциевый канал
7. Экзоцитоз везикулы
8. Рециркуляция нейромедиатора.

Экзоцито́з (от др.-греч. ἔξω — «вне, снаружи» + κύτος — «клетка») — механизм клеточных выделений:
1. у эукариот клеточный процесс, при котором внутриклеточные везикулы (мембранные пузырьки) сливаются с внешней клеточной мембраной. При экзоцитозе содержимое секреторных везикул (экзоцитозных пузырьков) выделяется наружу, а их мембрана сливается с клеточной мембраной. Практически все макромолекулярные соединения (белки, пептидные гормоны и др.) выделяются из клетки этим способом.
2. у прокариот везикулярный механизм экзоцитоза не встречается: у них экзоцитозом называют встраивание белков в клеточную мембрану (или в наружную мембрану у грамотрицательных бактерий), выделение белков из клетки во внешнюю среду или в периплазматическое пространство.

Экзоцитоз может выполнять три основные задачи:
- доставка на клеточную мембрану липидов, необходимых для роста клетки;
- высвобождение различных соединений из клетки, например, токсичных продуктов метаболизма или сигнальных молекул (гормонов или нейромедиаторов);
- доставка на клеточную мембрану функциональных мембранных белков, таких как рецепторы или белки-транспортёры. При этом часть белка, которая была направлена внутрь секреторной везикулы, оказывается выступающей на наружной поверхности клетки.

## Экзоцитоз у эукариот
У эукариот различают два типа экзоцитоза:
1. Кальций-независимый конститутивный экзоцитоз встречается практически во всех эукариотических клетках. Это необходимый процесс для построения внеклеточного матрикса и доставки белков на внешнюю клеточную мембрану. При этом секреторные везикулы доставляются к поверхности клетки и сливаются с наружной мембраной по мере их образования.
2. Кальций-зависимый неконститутивный экзоцитоз встречается, например, в химических синапсах или клетках, вырабатывающих макромолекулярные гормоны. Этот экзоцитоз служит, например, для выделения нейромедиаторов. При этом типе экзоцитоза секреторные пузырьки накапливаются в клетке, а процесс их высвобождения запускается по определённому сигналу, опосредованному быстрым повышением концентрации ионов кальция в цитозоле клетки. В пресинаптических мембранах процесс осуществляется специальным кальций-зависимым белковым комплексом SNARE.

### Этапы
Различают следующие этапы экзоцитоза:
- Транспортировка везикулы от места синтеза и формирования (аппарат Гольджи) до места доставки осуществляется моторными белками вдоль актиновых филаментов либо микротрубочек цитоскелета. Этот этап может потребовать перемещения секретируемого материала на значительное расстояние, как, например, в нейроне. Когда везикула достигает места секреции, она входит в контакт со специфическими удерживающими факторами клеточной мембраны.
- Удержание доставленной везикулы обеспечивается относительно слабыми связями на расстоянии более 25 нм и может служить, например, для концентрирования синаптических везикул около пресинаптической мембраны.
- Стыковка везикулы с мембраной является непосредственным продолжением первой фазы доставки, когда мембрана везикулы входит в близкий контакт с мембраной клетки (5-10 нм). Это включает прочное соединение белковых компонентов обеих мембран, вызванным внутримолекулярными перестановками, и предваряет формирования SNARE комплекса.
- Стимуляция (прайминг) везикулы фактически соответствует образованию особого SNARE комплекса между двумя мембранами и осуществляется только в случае нейронального экзоцитоза. Этот этап включает процессы молекулярных перестановок и АТФ-зависимые модификации белков и липидов, происходящие непосредственно до слияния мембран в ответ на подъём уровня свободного кальция. Этот кальций-зависимый процесс необходим для контролируемого быстрого выброса нейромедиатора и отсутствует в случае конститутивного экзоцитоза.
- Слияние мембраны везикулы с мембраной клетки приводит к высвобождению, или выбросу, содержания секретируемой везикулы во внеклеточное пространство и объединению липидного бислоя везикулы с внешней мембраной. В случае синаптического выброса процесс слияния, так же как и стимуляция, осуществляется SNARE комплексом.